# Masdevallia rufescens
Masdevallia rufescens là một loài thực vật có hoa trong họ Lan. Loài này được Königer mô tả khoa học đầu tiên năm 1986.